# Navy CIS: New Orleans
Navy CIS: New Orleans (Originaltitel: NCIS: New Orleans) war eine US-amerikanische Krimiserie, die von dem Ermittlerteam der in New Orleans ansässigen Außenstelle des Naval Criminal Investigative Service (NCIS) handelt. Das Ermittlerteam untersucht wie in der Mutterserie Navy CIS Verbrechen, welche mit der United States Navy und dem United States Marine Corps sowie deren Angehörigen zu tun haben. In der elften Staffel von Navy CIS wurde die Serie als Backdoor-Pilot eingeführt, das später von CBS als Serie bestellt wurde.
Nach der siebten Staffel, die im November 2020 gestartet war, wurde die Serie im Mai 2021 mit der 155. Folge beendet.

## Besetzung

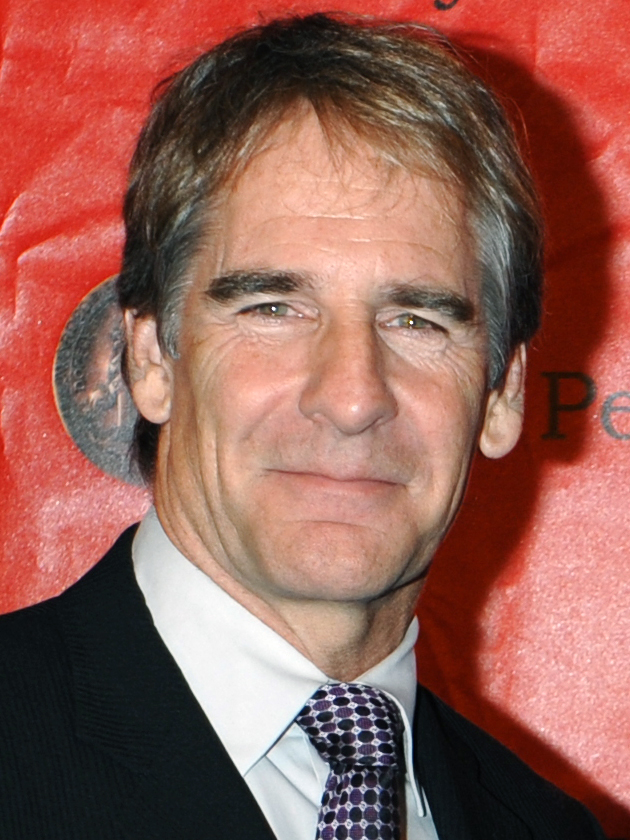
Scott Bakula
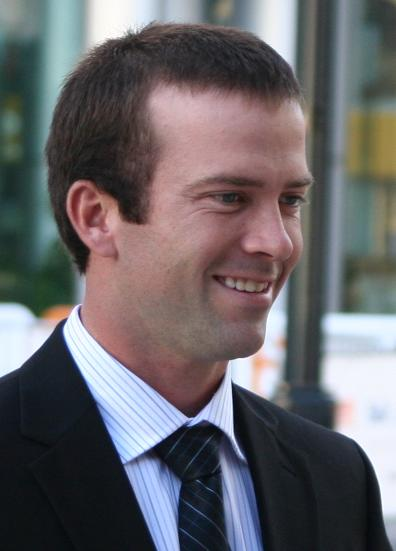
Lucas Black
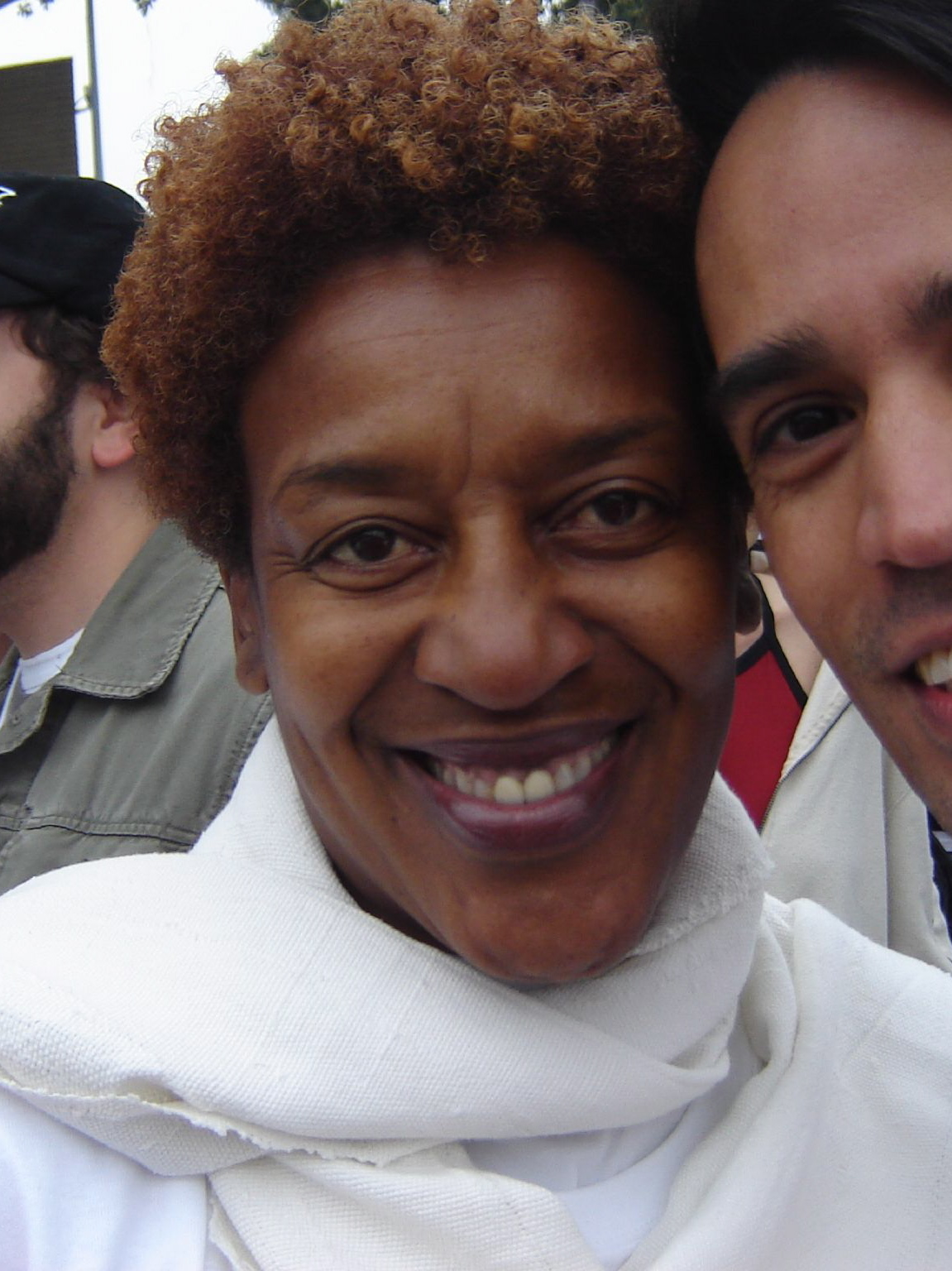
CCH Pounder
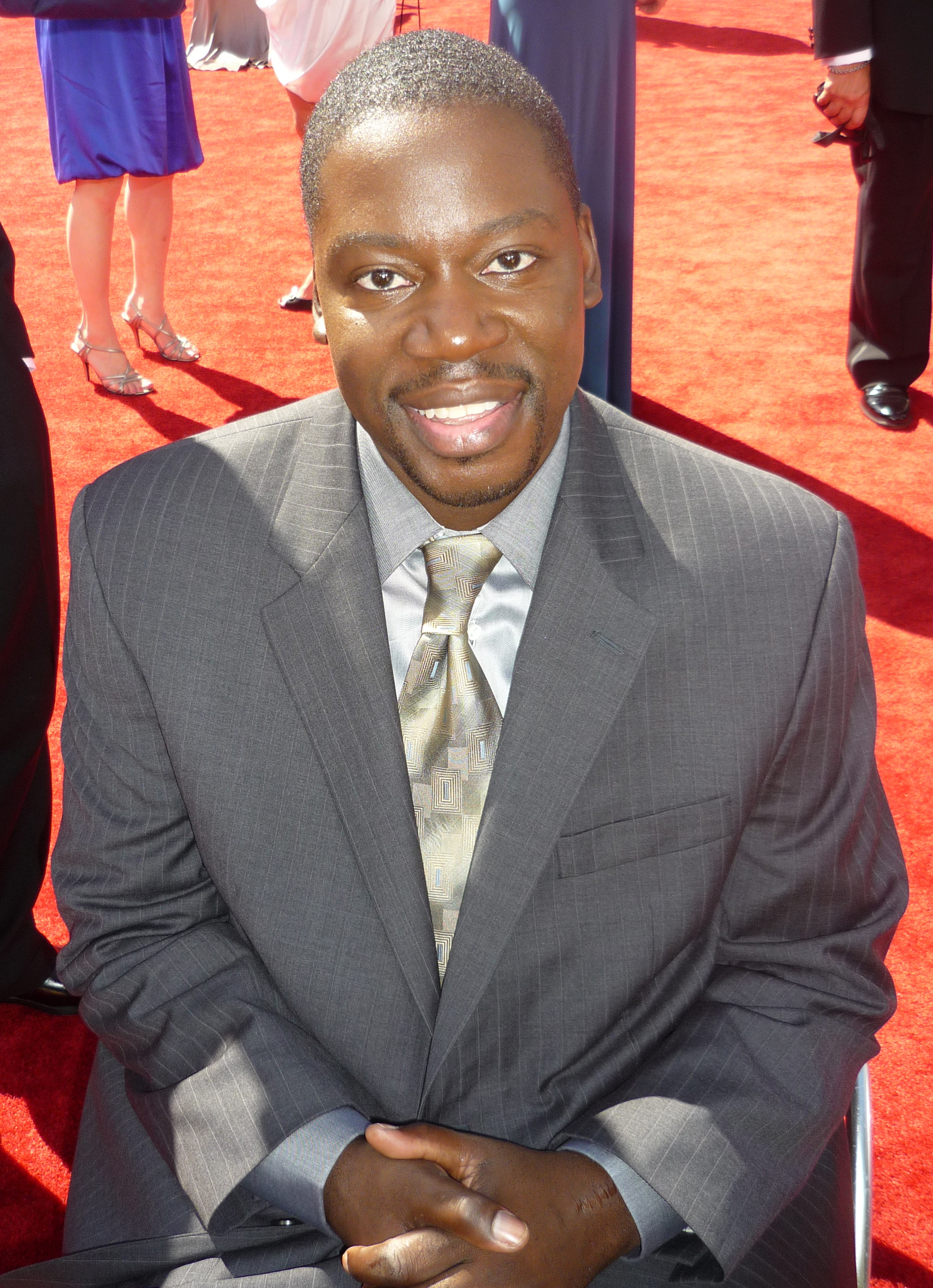
Daryl Mitchell

Die deutsche Synchronisation entsteht nach einem Dialogbuch von Theodor Dopheide, Ralph Beckmann und Martina Marx und unter der Dialogregie von Ralph Beckmann durch die Synchronfirma Arena Synchron in Berlin.
| Rolle                                     | Schauspieler          | Hauptrolle (Episoden) | Nebenrolle (Episoden)                                  | Synchronsprecher   |
| ----------------------------------------- | --------------------- | --------------------- | ------------------------------------------------------ | ------------------ |
| Special Agent Dwayne Cassius „King“ Pride | Scott Bakula          | 1.01–7.16             |                                                        | Frank Röth         |
| Special Agent Christopher LaSalle         | Lucas Black           | 1.01–6.06             |                                                        | Leonhard Mahlich   |
| Dr. Loretta Wade                          | CCH Pounder           | 1.01–7.16             |                                                        | Ulrike Johannson   |
| Forensic Agent Sebastian Lund             | Rob Kerkovich         | 1.01–7.16             |                                                        | Kim Hasper         |
| Patton Plame                              | Daryl Mitchell        | 2.01–7.16             | 1.04, 1.07–1.08, 1.11–1.12, 1.14–1.16, 1.18–1.19, 1.23 | Matti Klemm        |
| Special Agent Sonja Percy                 | Shalita Grant         | 2.01–4.19             | 1.17, 1.21–1.23                                        | Nicole Hannak      |
| Special Agent Meredith „Merri“ Brody      | Zoe McLellan          | 1.01–2.24             |                                                        | Ulrike Stürzbecher |
| Special Agent Tammy Gregorio              | Vanessa Ferlito       | 3.01–7.16             |                                                        | Anja Stadlober     |
| Special Agent Hannah Khoury               | Necar Zadegan         | 5.05–7.16             | 5.02–5.04                                              | Katrin Zimmermann  |
| Special Agent Quentin Carter              | Charles Michael Davis | 6.14–7.16             |                                                        | Jeremias Koschorz  |
| Rita Deveraux                             | Chelsea Field         | 7.02–7.16             | 3.01–6.20                                              | Silke Matthias     |

## Ausstrahlung

### Vereinigte Staaten
In den Vereinigten Staaten läuft die Serie genau wie Navy CIS und Navy CIS: L.A. auf CBS. Der Backdoor-Pilot lief bereits während der elften Staffel von Navy CIS als Doppelfolge. Die reguläre erste Folge strahlte CBS genau elf Jahre nach der Pilotfolge von Navy CIS, am 23. September 2014, aus.

### Deutschland
Für Deutschland hat sich Sat.1, wie bereits bei Navy CIS und Navy CIS: L.A., die Ausstrahlungsrechte gesichert und eine Ausstrahlung bei der Programmpräsentation angekündigt. Am 14. September 2014 wurde bei Sat.1 der Backdoor-Pilot gezeigt; die reguläre Ausstrahlung begann am 12. April 2015 und endete am 23. August 2015. Im Durchschnitt verfolgten 0,96 Millionen (8,3 Prozent) der werberelevanten Zielgruppe und 2,07 Millionen (6,6 Prozent) des Gesamtpublikums die erste Staffel.
Vom 10. Januar 2016 bis zum 17. Januar 2017 strahlte Sat.1 die zweite Staffel aus. Mit der dritten Staffel übernahm kabel eins die Ausstrahlung, beginnend mit der ersten Folge am 8. Dezember 2017.
Am 6. Oktober 2015 startet die Pay-TV-Ausstrahlung auf dem Fernsehsender 13th Street.
Die höchste Zuschauerzahl in Deutschland wurde mit 3,49 Mio. Zuschauer am 24. Januar 2016 auf Sat.1 gemessen. Es lief die dritte Episode der zweiten Staffel.

### Schweiz
In der Schweiz wurden der Backdoor-Pilot am 9. September 2014 als deutschsprachige Erstausstrahlung bei 3+ gezeigt. Die reguläre Ausstrahlung begann bei dem Sender am 10. April 2015 und endete am 4. September 2015. Seit dem 8. Januar 2016 sendete 3+ die zweite Staffel als deutschsprachige Erstausstrahlung.

## Rezeption
Ellen Gray von der Philadelphia Daily News zog am 24. September 2014 das folgende Fazit: „Es bleibt bei der zuverlässigen Formel: eine bunte, sich gegenseitig unterstützende Familie am Arbeitsplatz, die Rätsel mit technischem Köpfchen und einer Prise Humor löst.“
Alessandra Stanley von der New York Times konstatierte, dass die Serie zwar nicht großartig sein mag, wohl aber auch niemanden umbringe wenn man sie sich anschaue.
Bei IMDb.com hat die Serie ein Rating von 6,8/10 basierend auf 10.737 abgegebenen Stimmen (Stand: April 2018). Die erste Staffel erhielt auf Rotten Tomatoes zu 65 % positive Kritiken.

## Trivia
Wie schon bei der Originalserie Navy CIS und dem ersten Ableger Navy CIS: L.A. wählte Sat.1 mit dem Namen Navy CIS: New Orleans wiederum einen gegenüber dem Original abweichenden falschen Titel, das „N“ in „NCIS“ steht im Original für „Naval“ und nicht für „Navy“.